# Consistório Ordinário Público de 1856

## Cardeais Eleitores
| Nº                  | País               | Nome                             | Idade              | Cargo                                                  | Título ou Diaconia                                   |
| Cardeais eleitores  | Cardeais eleitores | Cardeais eleitores               | Cardeais eleitores | Cardeais eleitores                                     | Cardeais eleitores                                   |
| ------------------- | ------------------ | -------------------------------- | ------------------ | ------------------------------------------------------ | ---------------------------------------------------- |
| 1                   | Ucrânia            | Mykhajlo Levitsky                | 81                 | Arcebispo da Arquieparquia de Lviv dos Ucranianos      | Cardeal-presbítero                                   |
| 2                   | Croácia            | Juraj Haulík Váralyai            | 69                 | Arcebispo da Zagreb                                    | Cardeal-presbítero de Santos Ciríaco e Julita        |
| 3                   | Itália             | Alessandro Barnabò               | 55                 | Prefeito da Congregação para a Evangelização dos Povos | Cardeal-presbítero de Santa Susana                   |
| 4                   | Itália             | Gaspare Grassellini, C.O.        | 60                 | Vice-camerlengo                                        | Cardeal-diácono de Santos Vito, Modesto e Crescência |
| 5                   | Itália             | Francesco de 'Medici di Ottaiano | 47                 | Prefeitura da Casa Pontifícia                          | Cardeal-diácono de São Jorge em Velabro              |
| Revelado In Pectore |                    |                                  |                    |                                                        |                                                      |
| 6                   | Itália             | Camillo di Pietro                | 50                 | Núncio apostólico na Portugal                          | Cardeal-presbítero de São João na Porta Latina       |

## Link Externo
- «Catholic Hierarchy» (em inglês)